# Retábulo de Gante

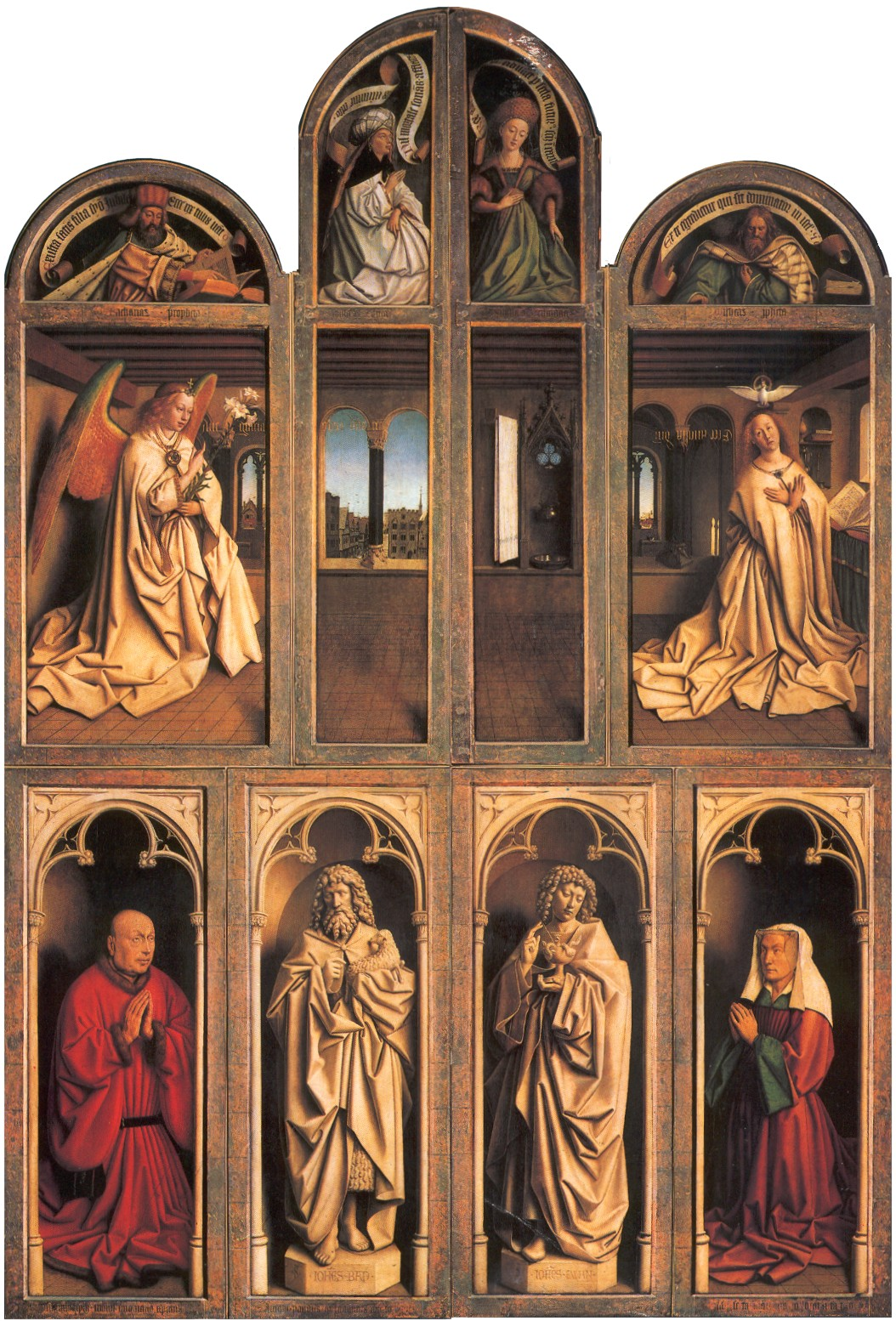
Vista do retábulo quando fechado (painéis traseiros).

O Retábulo de Gante (também designado por Adoração do Cordeiro Sagrado ou O Cordeiro de Deus, holandês: Het Lam Gods) é um políptico complexo e de grandes dimensões do século XV, do período inicial da pintura flamenga. O retábulo é composto por 12 painéis, oito dos quais são venezianas fechadas. Os painéis laterais são pintados em ambos os lados, dando duas perspectivas diferentes consoante se encontram abertos ou fechados. Aos domingos e aos dias festivos, o retábulo está totalmente aberto; fora destes dias, fica fechado e coberto por uma toalha. A obra foi mandada fazer por Hubert van Eyck, de quem se sabe pouco da sua vida. Ele terá sido responsável pelo seu desenho, mas morreu em 1426. Pensa-se que o políptico tenha sido executado pelo seu irmão mais novo Jan van Eyck, entre 1430 e 1432. Embora tenha havido várias tentativas de separar as contribuições de cada irmão, não se conseguiu chegar a nenhuma conclusão. Actualmente, é aceite que o desenho e a construção se deva a Hubert, e as pinturas individuais a Jan, depois do regresso deste de deveres diplomáticos na Espanha.

## História
Durante sua história de 593 anos, esteve prestes a ser queimado por calvinistas rebeldes, roubado por Napoleão para o Louvre, cortado ao meio depois de cair nas mãos do rei da Prússia, cobiçado por Hermann Göring e levado por Adolf Hitler antes de ser resgatado por uma equipa de agentes duplos do comando de uma mina de sal austríaca, onde estava destinada a ser explodido com dinamite.
Um dos seus 12 painéis, Os Juízes Justos continua desaparecido após um assalto na noite de 10 de abril de 1934.
Em 2021, passou a estar protegido por uma vitrine à prova de bala com seis metros de altura e cerca de 100 metros cúbicos, que custou quase 30 milhões de euros.